# Uranie
Pour les articles homonymes, voir Uranie (homonymie).
Dans la mythologie grecque, Uranie (en grec ancien Οὐρανία / Ouranía, « la Céleste », d'Οὐρανός / Ouranós, « le Ciel ») était la Muse qui présidait à l'astronomie et à l'astrologie. Elle est la mère de Linos, conçu avec Apollon, et d'Amphimaros, conçu avec Poséidon. Selon Catulle, Bacchus la rendit mère d'Hymen. Uranie est assistée par les ouranies, les nymphes célestes.

## Famille
Uranie était la fille de Zeus par Mnémosyne et aussi une arrière petite-fille d'Ouranos,. Elle a pour sœurs les huit autres Muses : Calliope, Clio, Erato, Euterpe, Melpomène, Polymnie, Terpsichore, et Thalie. Certains récits la listent comme la mère du musicien Linos par Apollon, Hermès ou Amphimaros, dont elle est également la mère et qui a pour père Poséidon. On dit aussi qu'Hymen était un fils d'Uranie.

## Iconographie

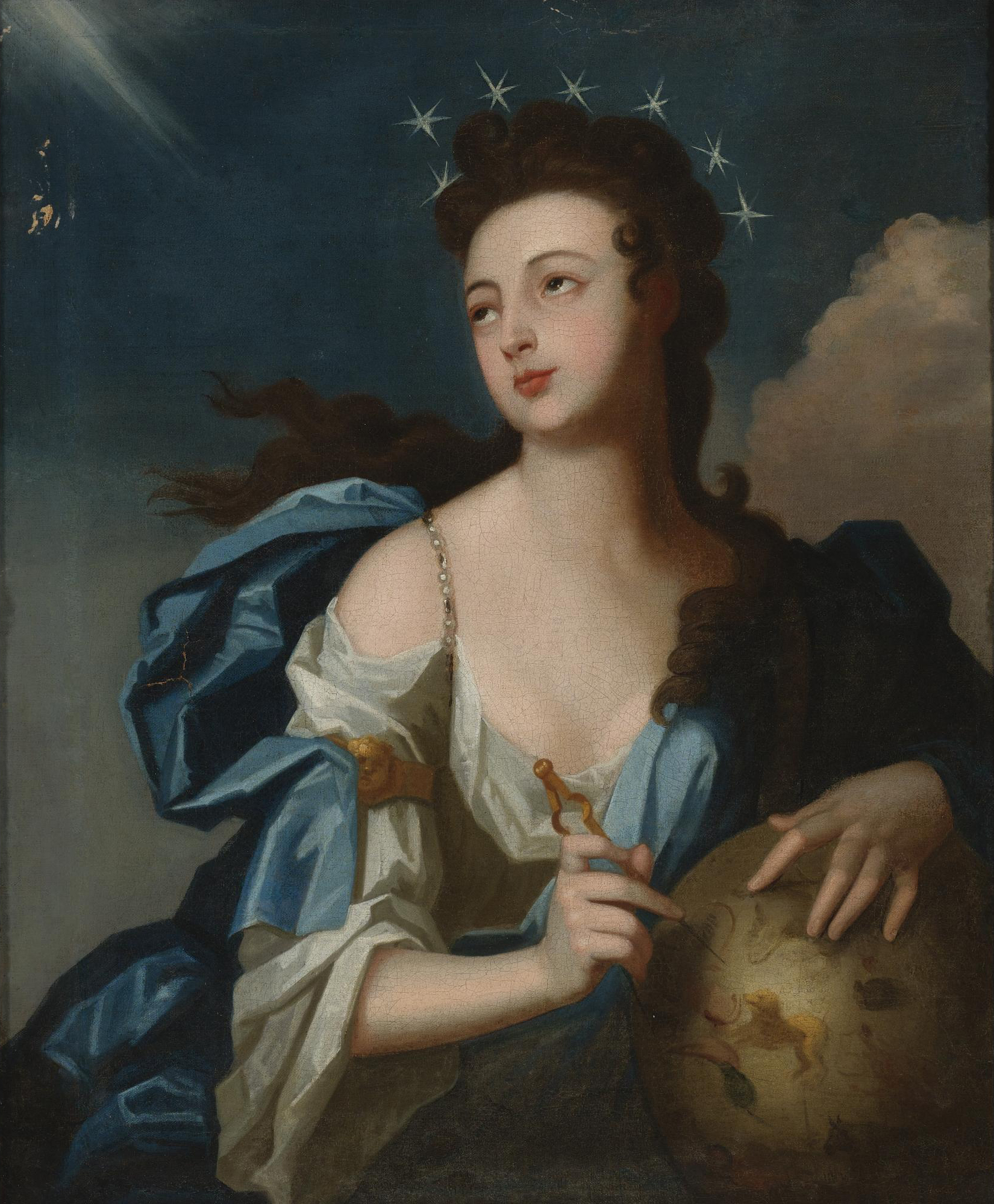
Portrait allégorique d'Uranie, par un disciple de Louis Tocqué.

Uranie est le plus souvent représentée vêtue d'une robe de couleur d'azur, couronnée d'étoiles, et soutenant des deux mains un globe qu'elle semble mesurer, ou bien ayant près d'elle un globe posé sur un trépied, et plusieurs instruments de mathématiques.
Uranie peut également être représentée en train de tenir dans sa main gauche une sphère céleste, sur laquelle elle désigne, avec un compas, les positions respectives et les évolutions des astres. 

## Uranie à l'époque moderne

### Astronomie et navigation
- La planète Uranus, bien que principalement nommée d'après le dieu romain personnifiant le ciel, est également partiellement nommée d'après Uranie[8],[9].
- L'astéroïde de la ceinture principale (30) Uranie a également été nommé d'après la muse.
- Urania est le nom donné aux observatoires astronomiques de Berlin, Budapest, Bucarest, Vienne, Zurich, Anvers et Uraniborg sur l'île de Hven.
- En Pologne, existe le magazine astronomique polonais Urania - Postępy Astronomii, qui a émergé de la fusion des magazines Urania et Postępy Astronomii.
- À l'Université de São Paulo, sur le logo de l'Institut d'astronomie, de géophysique et des sciences de l'atmosphère était inscrit autrefois Urania.
- Urania était représentée sur le couvercle de la boîte de Urania's Mirror, un ensemble de 32 cartes astronomiques, publiée pour la première fois en novembre 1824.
- Le sceau officiel de l'Observatoire naval des États-Unis représente Urania.
- Hr. Mme. Urania est un voilier servant de navire-école pour l'École Navale Royale des Pays-Bas. Il existe un Hr. Mme Urania dans la marine royale néerlandaise depuis 1832.
- Urania Cove en Antarctique est nommé d'après la muse.

### Autres utilisations
- Uranie est le nom traditionnellement donné au huitième livre des Histoires d'Hérodote.
- Uranie est souvent une épithète donnée à Aphrodite contrairement à son autre aspect Aphrodite Pandemos[10].
- Dans le roman Quelques jours à Athènes, Aphrodite Urania est la patronne des philosophes épicuriens et du jardin épicurien (école).
- Urania Cottage était un refuge pour femmes déchues établi par l'écrivain Charles Dickens à Lime Grove, Shepherd's Bush, Londres à la fin des années 1840. Le financement a été fourni par la millionnaire et philanthrope Angela Burdett-Coutts, de la célèbre famille de banquiers. Certains des détenus peuvent avoir inspiré certains des personnages féminins des romans de Dickens.
- À l'Université de Columbia, vers la fin du 18e siècle, la Société Urania a été créée pour l'amélioration des compétences oratoires et littéraires. DeWitt Clinton en était membre.
- Urania Street est située entre les rues Polymnia («Polyhymnia») et Felicity à La Nouvelle-Orléans.
- Urania est un nom de la salle de sport d'Olsztyn (Pologne).
- Le magazine pour enfants Muse, jusqu'en 2015, date à laquelle le magazine a été remanié, présentait Uranie comme l'un des personnages de Kokopelli and Co., bande dessinée de Larry Gonick publiée dans chaque numéro du magazine. Elle était la seule muse originale à rester parmi les Nouvelles Muses présentées dans le magazine. Les autres vieilles muses vivraient dans une maison de retraite.
- Urania est le nom d'un groupe de rock féminin populaire au Honduras.
- Urania est utilisée comme muse dans les livres 7 et 9 de Le Paradis perdu de Milton.
- Urania est invoquée dans l'Adonais de Shelley.
- 'To Urania' est un poème et un livre de poésie de Joseph Brodsky nytimes
- Uranie est le personnage principal du roman du XVIIe siècle de Lady Mary Wroth, The Countess of Montgomery's Urania.
- Urania est un magazine italien de science-fiction publié depuis le 10 octobre 1952.
- L'USS Urania est un vaisseau spatial plus rapide que la lumière dans le podcast dramatique audio Wolf 359.
- L'auteur-compositeur-interprète américain Andrew Gold a inclus une chanson intitulée Oh Urania (Take Me Away) sur la déesse grecque, sur son album de 1978, All This and Heaven Too.
- Urania était le titre d'un journal publié par Eva Gore-Booth, Esther Roper et Irene Clyde à partir de 1916, qui remettait en question l'idéologie du genre binaire et était le pionnier des vues progressistes du genre et de la sexualité.